# 326 a.C.

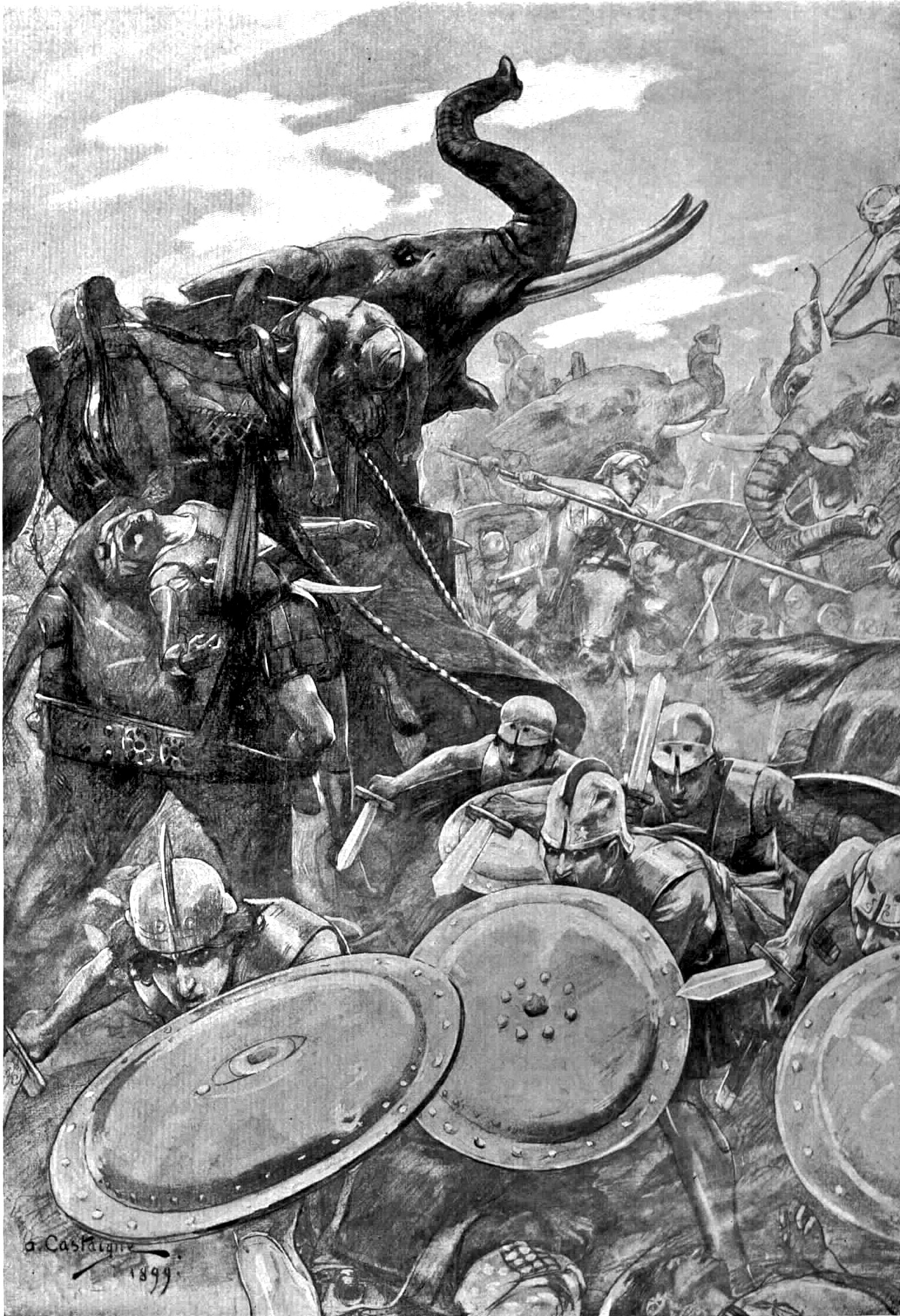
La falange di Alessandro Magno alla battaglia di Battaglia dell'Idaspe

Il 326 a.C. (CCCXXVI a.C. in numeri romani) è un anno  del IV secolo a.C.

## Eventi
- maggio - Battaglia dell'Idaspe con la quale Alessandro Magno sconfigge il re indiano Poro.
- Fondazione delle città di Nicea e Bucefala.
- Roma
  - Consoli Lucio Papirio Cursore e Gaio Petelio Libone Visolo III
  - i romani inviano i feziali ai Sanniti, dando inizio alla seconda guerra sannitica
  - viene promulgata la Lex Poetelia-Papiria che ridimensiona l'istituto del nexum: al creditore non era più consentito di rivalersi sulla persona fisica del debitore, ma solo sui suoi beni. In pratica cessa la pratica della schiavitù per debiti per i cittadini romani.

## Morti
- Ada di Caria, regina greca antica
- Barsente, satrapo persiano
- Bas di Bitinia (n. 397 a.C.)
- Ceno, militare macedone antico
- Prassitele, scultore greco antico